# Ga Daeyami
Ga Daeyami là ga đường sắt trên Tàu điện ngầm vùng thủ đô Seoul tuyến 4. Nó nằm ở thành phố Gunpo.

## Bố trí ga
| ↑ Surisan |
| \| ２     |
| Banwol ↓  |

| １ | ● Tuyến 4 | → Hướng đi Ansan · Oido →                                             |
| ２ | ● Tuyến 4 | ← Hướng đi Geumjeong · Sadang · đại học Hansung · Danggogae · Jinjeop |